# Toyota TS030 Hybrid
O Toyota TS030 Hybrid foi um carro de corrida construído pela fabricante japonesa de automóveis Toyota para competir nas 24 Horas de Le Mans em 2012. Inicialmente projetado para competir com dois carros em apenas algumas corridas no entorno da prova francesa a campanha da montadora acabou se estendendo para uma participação completa no campeonato mundial de endurance FIA WEC de 2012. 
A estreia do carro foi programada para se dar nas 6 Horas de Spa-Francorchamps em maio de 2012  mas um acidente em testes pré-temporada acabou por danificar o chassi do modelo quando eram realizados testes em Paul Ricard e por conta disso a equipa foi obrigada a adiar a estreia do carro até as 24 horas de Le Mans em junho. Participaram das provas os ex-pilotos de Fórmula 1 Kazuki Nakajima, Alexander Wurz, Anthony Davidson e Sébastien Buemi e os pilotos de endurance Stéphane Sarrazin e Nicolas Lapierre .

## Especificações
Para projeto, a montadora japonesa adotou o uso de um motor a gasolina 3,4l V8(em contraste ao Peugeot 908 HDi FAP e Audi R18 e-tron quattro movidos a diesel) com uma solução híbrida para recuperação de energia baseado em KERS e com armazenamento de energia em supercapacitores, para uso ilimitado a qualquer velocidade na corrida. Denominado TOYOTA HYBRID System-Racing (THS-R) o sistema é do tipo MGU-K, recuperando energia cinética por um gerador elétrico e alimentando a energia gerada logo após nas acelerações, através de um motor elétrico acoplado ao eixo traseiro do TS030 fornecendo maior potência nas retomadas de aceleração.

## Toyota TS030 Hybrid: Resultados no Campeonato Mundial de Endurance FIA WEC
| Ano  | Equipe        | No. | 1   | 2   | 3   | 4   | 5   | 6   | 7   | 8   | Pontos | WEC |
| ---- | ------------- | --- | --- | --- | --- | --- | --- | --- | --- | --- | ------ | --- |
| 2012 | Toyota Racing |     | SEB | SPA | LMS | SIL | SÃO | BAR | FUJ | XAN | 96     | 2°  |
| 2012 | Toyota Racing | 7   |     |     | Ret | 2   | 1   | Ret | 1   | 1   | 96     | 2°  |
| 2012 | Toyota Racing | 8   |     |     | Ret |     |     |     |     |     | 96     | 2°  |

| Ano  | Equipe        | No. | 1   | 2   | 3   | 4   | 5   | 6   | 7   | 8   | Pontos | WEC |
| ---- | ------------- | --- | --- | --- | --- | --- | --- | --- | --- | --- | ------ | --- |
| 2013 | Toyota Racing |     | SIL | SPA | LMS | SÃO | COA | FUJ | XAN | BAR | 142,5  | 2°  |
| 2013 | Toyota Racing | 7   | 4   | Ret | 4   |     |     | 1   | 2   | Ret | 142,5  | 2°  |
| 2013 | Toyota Racing | 8   | 3   | 4   | 2   | Ret | 2   | 27  | Ret | 1   | 142,5  | 2°  |

| Abreviação | Prova                            |
| SEB        | 12 Horas de Sebring              |
| SPA        | 6 Horas de Spa-Francorchamps     |
| LMS        | 24 Horas de Le Mans              |
| SIL        | 6 Horas de Silverstone           |
| SÃO        | 6 Horas do São Paulo             |
| COA        | 6 Horas do Circuito das Americas |
| FUJ        | 6 Horas de Fuji                  |
| SHA        | 6 Horas de Xangai                |
| BHR        | 6 Horas do Barém                 |